# Charles Manson
Charles Milles Maddox (12 tháng 11 năm 1934 – 19 tháng 11 năm 2017) là một tội phạm và nhạc sĩ người Mỹ, được biết tới khi cầm đầu băng nhóm Manson Family hoạt động tại vùng sa mạc California vào cuối những năm 1960. Năm 1971, Manson bị kết án tổ chức tội phạm khi thực hiện giết 7 người, bao gồm nữ minh tinh Sharon Tate cùng 4 người khác tại nhà riêng của cô, rồi ngày sau đó là đôi vợ chồng trẻ Leno và Rosemary LaBianca. Manson bị kết tội sát nhân vì hành vi liên đới, dẫn tới tất cả các thành viên trong băng nhóm đều bị kết chung án phạt vì những hành vi đồng lõa thực hiện các phi vụ giết người.
Manson bị ảo giác rằng mình chính là "Helter Skelter," nhân vật trong ca khúc cùng tên của ban nhạc the Beatles. Hắn cho rằng Helter Skelter là hiện thân của những tranh chấp tôn giáo trong khải huyền mà hắn hình dung ra qua ca từ của ca khúc trên. Hắn tin rằng hành động giết người của hắn là góp phần thực hiện nhiệm vụ trên. Ngay từ lúc bắt đầu tội ác, những ảnh hưởng của văn hóa quần chúng đã khiến Manson khao khát trở thành biểu tượng của sự mất trí, bạo lực và cả man rợ. Cái tên "Helter Skelter" sau đó cũng được nhà nghiên cứu Vincent Bugliosi đặt tên cho cuốn sách của mình về hành trình tội ác của Manson.
Khi bắt đầu thành lập băng The Family, Manson còn chưa thực hiện án phạt trước đó của mình đó là phải dành thời gian trong trại cải tạo công ích vì vô số những cáo buộc. Trước khi thực hiện những vụ giết người, hắn là một ca sĩ - nhạc sĩ hoạt động trong ngành công nghiệp âm nhạc Mỹ, từng có dịp được cộng tác với nhiều nghệ sĩ tiếng tăm, trong đó có Dennis Wilson – thành viên của ban nhạc nổi tiếng The Beach Boys. Sau khi Manson phải chịu án tù, nhiều ca khúc của hắn được biết tới và bày bán thương mại. Rất nhiều nghệ sĩ, trong đó có cả Guns N' Roses, White Zombie, và Marilyn Manson, đã hát lại các bản thu trên.
Án tử hình cho Manson lập tức được y án thành án tù chung thân vào năm 1972 khi Tòa án tối cao bang California sửa đổi xóa án tử hình tại đây. Những hình phạt mới đây về mặt kinh tế của bang California cũng không áp dụng với Manson khi hắn phải thụ án tại nhà tù Corcoran. Manson qua đời ngày 19 tháng 11 năm 2017 tại nhà tù Corcoran với lý do tự nhiên ở tuổi 83.